# Jurij Bušman
Jurij V"jačeslavovyč Bušman (in ucraino Юрій В'ячеславович Бушман?; Kiev, 14 maggio 1990) è un calciatore ucraino, centrocampista svincolato.

## Carriera
Ha giocato nella prima divisione dei campionati ucraino, lituano e kazako.